# Maigret et la Jeune Morte (téléfilm)
Pour plus de détails, voir Fiche technique et Distribution.
Maigret et la Jeune Morte est un téléfilm français réalisé par Claude Boissol, qui fait partie de la série Les Enquêtes du commissaire Maigret, d'après le roman éponyme de Georges Simenon. Il a été diffusé pour la première sur une chaine de l'ORTF le 28 décembre 1973.

## Synopsis
Place Henri Bergson, à Paris, des passants découvrent le cadavre d'une jeune fille habillée en tenue de soirée. L'enquête du commissaire Maigret assisté par l'inspecteur Lognon, aigri mais opiniâtre, commence très lentement mais petit à petit en partant d'une robe de soirée il va découvrir l'identité de la jeune morte et pourquoi elle a été assassinée
Le commissaire, extrêmement fidèle à sa méthode d'enquête mêlée d'empathie et de compassion, réussit même à s'identifier à la jeune femme ce qui lui permettra de confondre le coupable très facilemen,.

## Fiche technique
- Titre : Maigret et la Jeune Morte
- Réalisation : Claude Boissol
- Adaptation : Claude Barma et Jacques Rémy
- Dialogues : Jacques Rémy et Claude Barma
- Musique : Raymond Bernard
- Décors : Alain Nègre

## Distribution
- Jean Richard : Commissaire Maigret
- Christine Laurent : Louise Lavoine (La jeune morte)
- Carlo Nell : M. Santoni
- Ginette Leclerc : Irène
- Bernard Lajarrige : l'inspecteur Lognon
- Florence Blot : la concierge